# Xaltepec, Palmar de Bravo
Xaltepec är en ort i Mexiko.   Den ligger i kommunen Palmar de Bravo och delstaten Puebla, i den sydöstra delen av landet, 170 km öster om huvudstaden Mexico City. Xaltepec ligger 2 172 meter över havet och antalet invånare är 7 353.
Terrängen runt Xaltepec är varierad. Runt Xaltepec är det ganska tätbefolkat, med 185 invånare per kvadratkilometer. Närmaste större samhälle är Tecamachalco, 12,8 km väster om Xaltepec. Trakten runt Xaltepec består till största delen av jordbruksmark.